# 读报手册
读报手册是中华人民共和国在文化大革命前后时期编撰并发行的一种参考类工具书，主要由地方红代会组织编辑出版。该类出版物的主要用途在于辅助读者理解当时官方媒体发布的报刊内容，对部分政治术语、历史事件、国际组织等词汇进行简要解释与注解。该类手册通常具有政治宣传色彩。

## 成书背景
在1960年代中期，随着文化大革命的爆发，大量普通群众参与政治运动，但其文化程度与知识储备参差不齐。报刊成为当时官方政策宣传的主要媒介之一，部分内容对普通读者理解有一定难度。为了使更多人能够“看懂报纸”，部分地方组织开始编纂《读报手册》，以帮助读者理解政治用语与国际、国内形势相关知识。

## 内容概述
《读报手册》内容涉及中国共产党的历史沿革、当时国家机构设置、中国人民解放军简介、政治术语解释、国际组织与历史会议等。早期版本的内容相对简略，多聚焦于基础知识与常识性材料。后期版本则通常添加了更强的政治元素，例如对“文化大革命”的诠释、对“苏联修正主义”的批判以及有关毛泽东的言论与活动介绍。

## 版本演变

### 早期版本
出版于1966年前后的早期《读报手册》篇幅较短，内容多为实用性知识，如地理、民族构成、国家制度等，政治宣传色彩相对较弱。

### 后期版本
出版于1969年前后的后期版本通常页数更多，并强调毛泽东思想的重要性。一些版本的封面或首页常印有“敬祝毛主席万寿无疆”等标语，带有个人崇拜风格。此时期手册中关于“无产阶级专政”、“批判修正主义”等内容有所增加。

## 传播与影响
《读报手册》的印刷量和影响力远不及《毛泽东语录》或《毛泽东选集》，主要在特定地区或单位内部传播。随着文化大革命的结束，这类出版物逐渐退出公开出版领域，现今在中文互联网上的资料有限，多见于图书收藏、拍卖或文献馆藏记录中。